# Emmanuelle au 7e ciel
Série Emmanuelle
Emmanuelle 6
(1988)
Pour plus de détails, voir Fiche technique et Distribution.
Emmanuelle au 7e ciel (ou Emmanuelle 7) est un film français réalisé par Francis Leroi, sorti en 1993.

## Synopsis
Emmanuelle dirige un centre top secret de réalités virtuelles. Les ordinateurs créent des programmes pour satisfaire les fantasmes des clients. Emmanuelle décide de pousser l'opération à l'extrême qui peut changer le passé, le présent et l'avenir. Sophie, son amie, y fait une curieuse expérience. Elle va revire un moment de son passé et cela va transformer sa vie.

## Fiche technique
- Titre français : Emmanuelle au 7e ciel
- Réalisation : Francis Leroi
- Scénario : Francis Leroi et Jean-Marc Vasseur et Alain Siritzky
- Musique : Pierre Bachelet
- Directeur de la photographie : François About
- Production : Ami Artzi, Menahem Golan, Nora Rim et Alain Siritzky
- Pays de production :  France
- Durée : 90 minutes
- Format : couleurs
- Genre : érotique
- Date de sortie :
  - France : 20 octobre 1993
- Classification :
  - France : interdit aux moins de 16 ans[1]
  - Royaume-Uni : interdit aux moins de 18 ans[2]

## Distribution
- Sylvia Kristel : Emmanuelle
- Caroline Laurence : Sophie
- Carolyn Monroe  (créditée Laura Dean) : Marie
- Annie Bellac : Emmanuelle jeune
- Cynthia Van Damme : Sophie jeune
- Julie Jalabert : Melanie
- Roland Waden : Frantz Gotzerman
- Joel Bui : Atisan Khan
- Roberto Malone : Carlos
- Jean-Marc Vasseur : Client